# Chabab Houara
O Chabab Houara é um clube de futebol com sede em Houara, Marrocos. A equipe compete no Campeonato Marroquino de Futebol.

## História
O clube foi fundado em 1964.